# 古川氏一
古川 氏一（ふるかわ うじいち、うじかず、天明3年（1783年） - 天保8年6月21日（1837年7月23日）は、江戸時代中後期の旗本、和算家。通称は新之丞。別名に謙。字は珺童（くんどう）。芳春と号す。子に古川氏朝。
父の古川氏清に和算を学び、父の興した至誠賛化流を興隆した。のち関流の和田寧にも師事した。天保8年に55歳で没した。法号は泰寛院。

## 著書
- ｢諸角書様図解｣（寛政9年（1797年））
- ｢額面論義｣（享和3年（1803年））
- ｢算法弧矢弦解考｣（文政12年（1829年））
- ｢算学大系図｣
- ｢珺童先生義解｣
- ｢珺童先生筆題｣